# Qutaiba ibn Muslim
Qutaiba ibn Muslim (* 670; † 715; قتيبة بن مسلم, DMG Qutaiba b. Muslim) war ein Feldherr der arabischen Umayyaden-Kalifen, der zu Beginn des 8. Jahrhunderts Transoxanien eroberte. 
Qutaiba war ein Angehöriger des arabischen Bāhila-Stamm und befand sich ab 696/7 im Gefolge von al-Haddschādsch ibn Yūsuf, dem Statthalter ʿAbd al-Maliks im Irak.  Im Jahre 704 wurde er von al-Haddschādsch beauftragt, von Chorassan aus die Unterwerfung von Transoxanien in Angriff zu nehmen. In mehreren Feldzügen gegen einheimische Kleinkönige und türkische Stämme unterwarf er Buchara (709) und Samarkand (712, wo der lokale Herrscher Ghurak aber im Amt blieb) und drang in das Ferganatal und im Nordosten bis nach Isfidschab vor. Auch Choresmien und Balch konnten von seinem Bruder Abd al-Rahman unterworfen werden. Während der militärischen Aktionen bekämpfte Qutaiba auch die heidnischen Religionen in Transoxanien, ließ aber die einheimischen Dynastien in den unterworfenen Fürstentümern an der Macht.
Als der neue Kalif Sulaiman (715–717) die Amtsträger des Statthalters al-Haddschādsch absetzte und verfolgte, war auch Qutaiba betroffen, denn er hatte den Plan unterstützt, Sulaiman von der Thronfolge auszuschließen. Qutaiba verweigerte dem Kalifen die Gefolgschaft, woraufhin die Armee (bis auf seine sogdische Leibgarde) meuterte und er mit den Mitgliedern seines Haushaltes ermordet wurde.

## Belege
1. ↑  Vgl. at-Tabarī: The history of al-Ṭabarī. Bd. 22: The Marwānid restoration. Translated and annotated by Everett Rowson. Albany, NY: State Univ. of New York Press 1989. S. 113–116.

| Personendaten    | Personendaten             |
| ---------------- | ------------------------- |
| NAME             | Qutaiba ibn Muslim        |
| KURZBESCHREIBUNG | Eroberer von Transoxanien |
| GEBURTSDATUM     | 670                       |
| STERBEDATUM      | 715                       |